# Assemblée provinciale du Sind
16e législature
Karachi
L'Assemblée provinciale du Sind (en ourdou :  صوبائی اسمبلی سندھ) est la chambre monocamérale de la province pakistanaise du Sind qui rassemble les élus des circonscriptions locales. Elle est l'une des quatre assemblées provinciales du Pakistan et siège à Karachi, et est la deuxième plus importante. Elle a été créée en 1937 à l'occasion de la création de la province.
Dans le cadre d'une organisation fédérale de l’État, elle dispose de certains pouvoirs législatifs et budgétaires et élit son ministre en chef (Chief minister) qui dirige le gouvernement local. Historiquement, le Parti du peuple pakistanais domine cette assemblée malgré une influence considérable du Mouvement Muttahida Qaumi venant de Karachi.

## Fonctionnement et pouvoirs

### Fonctionnement
Tout comme les autres assemblées provinciales, les députés du Sind sont élus au suffrage universel direct uninominal majoritaire à un tour pour un mandat de cinq ans. C'est-à-dire que le candidat gagnant est celui qui remporte le plus de voix dans sa circonscription, à l'issue d'un unique tour, sans avoir donc à remporter de majorité absolue. Les sièges réservés sont élus par les autres membres élus, par scrutin de liste avec représentation proportionnelle. La Constitution prévoit qu'en cas de vacance d'un siège, pour des causes de mort, démission ou disqualification d'un élu, des élections partielles doivent être tenues dans la circonscription concernée dans un délai de soixante jours.
Tout comme pour l'Assemblée nationale, le mandat des députés du Sind est de cinq ans à compter de la première réunion. Les assemblées peuvent être dissoutes par les gouverneurs, sur le conseil du ministre en chef de chaque province. Le gouverneur peut aussi toutefois dissoudre l'Assemblée à sa discrétion si une motion de censure est passée contre le ministre en chef et que l'Assemblée est incapable d'élire un autre de ses membres en remplacement.

### Pouvoirs
Le premier pouvoir de l'assemblée est l'élection de sa direction. Lors de la première réunion, les députés élisent le président de le vice-président de la chambre (Speaker et Deputy Speaker), puis le ministre en chef, qui est le chef de l'Assemblée et le chef d'un gouvernement qu'il nomme. Chaque groupe politique désigne également son leader, et les partis d'opposition élisent un chef de l'opposition. L'Assemblée peut également voter une mention de censure contre le ministre en chef et son gouvernement. L'Assemblée a le pouvoir de passer des lois dans les limites de ses compétences prévues par la Constitution, et votent le budget de la province.

## Siège
L'Assemblée provinciale siège à Karachi dans un bâtiment construit le 11 mars 1940 et inauguré le 4 mars 1942 mais qui n'avait servi que jusqu'en 1947, avant de redevenir le bâtiment officiel en 1971. Il contient aussi les bureaux du ministre en chef, du président et du vice-président, du chef de groupes et de l'opposition, le secrétariat et le ministère local de la justice.
L'élection de la première assemblée a eu lieu le 7 février 1937, durant la période de l'Inde britannique à l'occasion de la création de la province. La première réunion des soixante membres a eu lieu le 27 avril 1937, dans les bâtiments de l’actuelle Haute Cour du Sind.

## Composition
Le Pakistan compte un total de 728 députés provinciaux répartis dans les quatre assemblée correspondant aux quatre provinces du pays : l'assemblée provinciale du Sind siégeant à Karachi avec 168 membres est la deuxième plus importante et rassemble près d'un quart des députés locaux.
Sur ces 168 députés, seuls 130 sont élus directement, 29 étant réservés à des femmes et 9 à des minorités religieuses.

### Législature 2018-2023

Composition de l'Assemblée du Sind après les élections législatives de 2018.

Avec les élections législatives de 2018, le Parti du peuple pakistanais confirme sa majorité absolue et entame un troisième mandat consécutif dans la province. En crise, le Mouvement Muttahida Qaumi perd en revanche sa deuxième position tandis que le Mouvement du Pakistan pour la justice (victorieux au niveau national) prend sa place. La Grande alliance démocratique, fondée autour de plusieurs partis rivaux du PPP, échoue à émerger comme une force centrale dans la province. Le Tehreek-e-Labbaik Pakistan, nouveau parti politique qui n'existait pas lors des élections précédentes, parvient à faire entrer trois de ses membres (Muhammad Qasim Fakhri, Muhammad Younus Soomro et Sarwat Fatima) à l'Assemblée du Sind, la seule où il est représenté.  
| Partis                                | Sièges |
| ------------------------------------- | ------ |
| Parti du peuple pakistanais (PPP)     | 97     |
| Mouvement du Pakistan pour la justice | 30     |
| Mouvement Muttahida Qaumi             | 21     |
| Grande alliance démocratique          | 13     |
| Tehreek-e-Labbaik Pakistan            | 3      |
| Muttahida Majlis-e-Amal               | 1      |
| Postes vacants                        | 3      |
| Total                                 | 168    |

### Législature 2013-2018

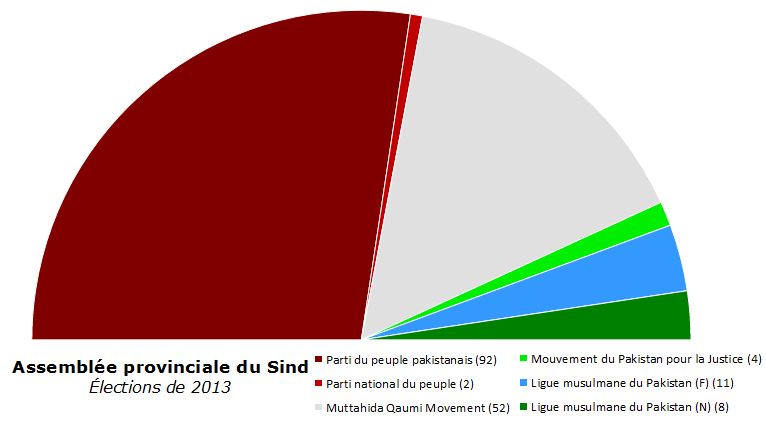
Composition de l'Assemblée du Sind après les élections législatives de 2013.

Les élections législatives de 2013 ont reconduit la majorité absolue dont disposait déjà le Parti du peuple pakistanais à la suite des élections législatives de 2008,  et à cette occasion le ministre en chef Qaim Ali Shah  est réélu pour un second mandat consécutif, et le troisième en tout. Le Mouvement Muttahida Qaumi a également reconduit sa bonne performance dans la province grâce à ses soutiens à Karachi et Hyderabad.
| Partis                                | Sièges |
| ------------------------------------- | ------ |
| Parti du peuple pakistanais (PPP)     | 92     |
| Mouvement Muttahida Qaumi             | 51     |
| Ligue musulmane du Pakistan (F)       | 11     |
| Ligue musulmane du Pakistan (N)       | 8      |
| Mouvement du Pakistan pour la justice | 4      |
| Parti national du peuple              | 2      |
| Total                                 | 168    |
| Source : site officiel de l'Assemblée |        |